# Важіль

Принцип дії важеля

Важіль першого типу

Важіль другого типу

Важіль третього типу

Ва́жіль, підо́йма чи підвáга — простий механізм, тверде тіло, що може обертатися навколо певної точки, яка називається точкою опори. Переважно застосовується для підйому вантажів, однак існують також інші застосування. Зокрема, система важелів використовується для врівноваження ваги тіла у важільних вагах.
Одним з перших трактатів, де докладно розглядалася проблема важеля, є «Механічні проблеми» невідомого автора з арістотелівського корпусу. Важіль використовувався людством з давніх часів, а от повністю зрозумів і зумів сформулювати принцип дії цього простого механізму Архімед. Саме йому належить крилатий вираз «Дайте мені точку опори, і я перекину Землю».

## Загальні відомості
Важіль належить до простих механізмів. Являє собою жорстку балку, що має можливість обертатися навколо точки опори (підвісу). Частини балки від точки опори до точки прикладання сил, називають плечима важеля. Відносно точки опори, місця прикладання сил можуть бути по різні боки (важіль I роду) або з одного боку (важіль II роду).
Важіль використовується для створення більшого зусилля на короткому плечі за допомогою меншого зусилля на довгому плечі (або для отримання більшого переміщення на довгому плечі за допомогою меншого переміщення на короткому плечі). Зробивши плече важеля досить довгим, теоретично, можна розвинути будь-яке зусилля.
Побічними випадками важеля є два інші прості механізми: коловорот і блок.

## Принцип дії
Принцип дії важеля базується на основних законах статики. Статична рівновага досягається тоді, коли алгебраїчна сума добутків сили на плече важеля дорівнює нулю.
{\displaystyle \sum _{i}F_{i}D_{i}=0,\,}
де {\displaystyle F_{i}} — прикладена сила, {\displaystyle D_{i}} — відповідне плече. Сили потрібно брати зі знаком плюс, якщо вони намагаються повернути важіль в один бік (наприклад, за годинниковою стрілкою), і зі знаком мінус, якщо вони намагаються повернути його в протилежний бік.
Із врахуванням знаків умова рівноваги для важеля на діаграмі праворуч запишеться у вигляді.
{\displaystyle F_{1}D_{1}=F_{2}D_{2}}.
Щоб отримати виграш у силі, тобто піднімати більший вантаж, застосовуючи меншу силу, необхідно прикладати її до довшого плеча.
Принцип роботи важеля є прямим наслідком закону збереження енергії. Щоб перемістити важіль на відстань {\displaystyle \Delta h_{1}} сила, що діє з боку вантажу, повинна виконати роботу, що дорівнює:
{\displaystyle \ A_{1}=F_{1}\Delta h_{1}}.
Сила, прикладена з іншого боку, повинна виконати роботу
{\displaystyle \ A_{2}=F_{2}\Delta h_{2}},
де {\displaystyle \Delta h_{2}} — переміщення кінця важеля, до якого прикладена сила {\displaystyle F_{2}}. Щоб виконувався закон збереження енергії для замкнутої системи, роботи сил дії і протидії мають бути рівними, тобто:
{\displaystyle \ A_{1}=A_{2}},
{\displaystyle \ F_{1}\Delta h_{1}=F_{2}\Delta h_{2}}.
За визначенням подібності трикутників, відношення переміщень двох кінців важеля дорівнюватиме відношенню його плечей:
{\displaystyle {\frac {\Delta h_{1}}{\Delta h_{2}}}={\frac {D_{1}}{D_{2}}}}, отже
{\displaystyle \ F_{1}D_{1}=F_{2}D_{2}}.
Для важелів, як і для інших механізмів, вводять характеристику, що показує механічний ефект, який можна отримати за рахунок важеля. Такою характеристикою є передатне відношення, воно показує, як співвідносяться навантаження і прикладена сила:
{\displaystyle i={\frac {F_{1}}{F_{2}}}={\frac {D_{2}}{D_{1}}}}.
Зауважимо, що у важеля корисна робота менша від повної. Наприклад, серед більшості важелів коефіцієнт корисної дії (ККД) дорівнює ~ 80 %. Решта 20 відсотків роботи витрачаються на подолання сили тертя шарніра (підшипника), повітря тощо.

## Складений важіль
Складений важіль — система з двох і більше простих важелів, з'єднаних таким чином, що вихідне зусилля одного важеля є вхідним для наступного. Наприклад, для системи з двох послідовно зв'язаних важелів, якщо до вхідного плеча першого важеля прикладено силу {\displaystyle F_{1}}, на іншому кінці цього важеля вихідне зусилля виявиться {\displaystyle F_{2}}, і пов'язані вони будуть передавальним відношенням: При цьому на вхідне плече другого важеля діятиме таке ж зусилля {\displaystyle F_{2}}, а вихідним зусиллям другого важеля і всієї системи буде {\displaystyle F_{3}}, передавальне відношення другого ступеня дорівнюватиме:
{\displaystyle i_{2}={\frac {F_{2}}{F_{3}}}}.
Механічний ефект всієї системи, тобто всього складеного важеля, обчислюватиметься як відношення вхідного і вихідного зусилля для всієї системи, тобто:
{\displaystyle i={\frac {F_{1}}{F_{3}}}={\frac {F_{1}}{F_{3}}}{\frac {F_{2}}{F_{2}}}={\frac {F_{1}}{F_{2}}}{\frac {F_{2}}{F_{3}}}=i_{1}i_{2}}.
Так, передавальне відношення складеного важеля, що складається з двох простих, дорівнюватиме добутку передавальних відношень простих важелів, з яких його складено.

Складений важіль у загальному випадку, який містить n простих важелів

Такий підхід можна застосовувати і для складнішої системи, що містить {\displaystyle n} важелів. Тоді в уч буде {\displaystyle 2n} плечей. Передавальне відношення такої системи обчислюватиметься за формулою:
{\displaystyle i_{C}={\frac {F_{R1}}{F_{(2n-1)-P}}}={\frac {F_{R1}}{F_{23}}}\cdot {\frac {F_{23}}{F_{45}}}\cdot ...\cdot {\frac {F_{(2n-2)-(2n-1)}}{F_{(2n-1)-P}}}={\frac {B_{2}}{B_{1}}}\cdot {\frac {B_{4}}{B_{3}}}\cdot ...\cdot {\frac {B_{(2n)}}{B_{(2n-1)}}}},
де:
- {\displaystyle \ B_{i}} — це {\displaystyle i}-те плече системи;
- {\displaystyle \ F_{(i-1)i}} — сила, що передається з плеча ({\displaystyle i-1}) на плече {\displaystyle i};
- {\displaystyle \ i_{C}} — передавальне відношення всієї системи.

Як видно з формули, для цього випадку передавальне відношення складеного важеля також дорівнює добутку передавальних відношень його елементів.

## Типи важелів
За будовою можна виділити важелі трьох типів.
- У важелі першого типу точки прикладення сил лежать з різних боків від точки опори. Одна з сил намагається повернути важель за годинниковою стрілкою, інша — проти годинникової стрілки. Щоб отримати виграш у силі, потрібно, щоб плече, до якого прикладена сила, було довшим за плече навантаження.
- У важелі другого типу обидві точки прикладення сил лежать по один бік від точки опори і тягар має менше плече. Щоб підняти тягар, необхідно направити силу вгору. Приклади таких важелів — тачка, лом.
- У важелі третього типу обидві точки прикладення сил лежать по один бік від точки опори, але тягар має більше плече. При цьому потрібно прикладати силу, більшу за тягар. Приклад такого важеля — ложка.

Іноді важелі використовуються не для того, щоб отримати виграш у силі, а для того, щоб отримати виграш у відстані, на яку переміщається вантаж. Приклад такого використання — криничний журавель або будівельний кран. У цьому випадку вантаж легкий, порівняно з противагою на кінці протилежного плеча.

## Виграш у швидкості
В метальних знаряддях, наприклад, катапультах використовується виграш у швидкості. Оскільки кут повороту обох пліч важеля однаковий, то відстань, яку проходить за певний час довший кінець більша, ніж відстань, яку проходить коротший кінець:
{\displaystyle {\frac {V_{1}}{D_{1}}}={\frac {V_{2}}{D_{2}}}}.
Таким чином, прикладаючи силу до коротшого кінця й змушуючи його рухатися, можна водночас досягти дуже високої швидкості довшого кінця, що потрібно для метання снарядів.

## Історія
Людина стала використовувати важіль ще в доісторичні часи, інтуїтивно розуміючи його принцип. Такі інструменти, як мотика або весло, застосовували, щоб зменшити силу, яку доводилося прикладати людині. У 5 тисячолітті до н. е. в Месопотамія застосовували ваги, які використовували принцип важеля для досягнення рівноваги. Пізніше, в Греції, винайдено безмін, який дозволив змінювати плече прикладання сили, що зробило використання ваг зручнішим. Близько 1500 року до н. е. в Єгипті та Індії з'явився шадуф (колодязь із «журавлем»), прабатько сучасних кранів, пристрій для піднімання посудин із водою.

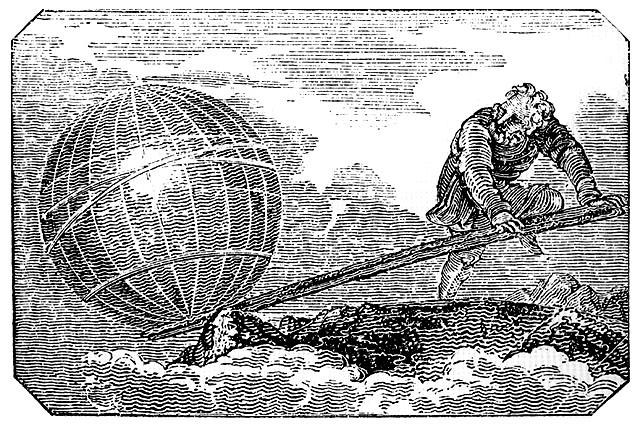
Гравюра з «Журналу механіки», виданого в Лондоні 1842 року, що зображає Архімеда, який перевертає Землю за допомогою важеля.

Невідомо, чи намагалися мислителі тих часів пояснити принцип роботи важеля. Перше письмове пояснення дав у III столітті до н. е. Архімед, пов'язавши поняття сили, вантажу і плеча. Закон рівноваги, який він сформулював, використовується донині і звучить так: «зусилля, помножене на плече прикладання сили, дорівнює навантаженню, помноженому на плече прикладання навантаження, де плече прикладання сили — це відстань від точки прикладання сили до опори, а плече прикладання навантаження — це відстань від точки прикладання навантаження до опори». За легендою, усвідомивши значення свого відкриття, Архімед вигукнув: «Дайте мені точку опори, і я перекину Землю!».
Тепер принцип дії важеля використовується повсюдно. Кожен механізм, що перетворює механічний рух, так чи інакше використовує важелі, приміром Підйомні крани, двигуни, плоскогубці, ножиці.